# 電動過給機
電動過給機は、電動機で駆動される過給機。

## 概要
電動機で駆動される過給機の概念は古くからあったものの、部品点数が増え、重量が嵩むため、実験的な採用で本格的な普及には程遠い状態だった。近年はパワーエレクトロニクスが進歩したことや電動機が小型軽量化、高速化され、ダウンサイジングコンセプトの浸透と共に、燃費向上の切り札として徐々に普及が増えつつある。

## 構造
排気ガスでタービンを駆動して発電機で発電して蓄電池に充電して電動機で過給機を駆動して圧縮空気を内燃機関に送る。一種のスーパーチャージャーでタービンと圧縮機は機械的に切り離されている場合と直結していて補助的に発電機としても機能するダイレクトドライブの電動機を備える例もある。過給機はインペラーを備える。リショルム・コンプレッサやルーツブロアの採用例は少ない。

## 長所
従来のターボチャージャーではターボラグがあったが、電動過給機では応答性が向上する。

## 短所
構造が複雑になり、部品点数が増えるため、重量が増加、価格が上昇する。

## 歴史
1990年代に兼坂弘がモーターファン誌上で類似の概念を提唱していた。
1990年代に舞鶴のテックGTSが『GTSチャージャー』を販売していた。
2014年からフォーミュラ1でMGU-Hが装備されるようになった。
2017年にはアウディのSQ7 TDIとダイムラーのSクラスに搭載された。これらを嚆矢として今後、拡大が予想される。

## タービン式過給機との比較
ターボラグが無く、低速時から高い過給圧を得られる。

## 機械式過給機との比較
エンジンの出力軸から機械的機構を介して動力を得るスーパーチャージャーと比較して低速時から高い過給圧を得られる。高い過給圧が必要な加速時には発電せずに充電池から供給される電力で過給機を駆動するので発電によるエンジンの出力の損失を避け、駆動に充当できる。

## 自然吸気との比較
電動過給機は吸入空気を機関に圧送するため、単位排気量あたりの出力が向上する。

## 用途
電動過給機はフォーミュラ1等のレースカーで使用され、近年は自動車などで普及が期待される。